# サカリヤ川
サカリヤ川（サカルヤ川、トルコ語:Sakarya Nehri、英: Sakarya River）、古名サンガリオス（古希: Σαγγάριος, Sangarios, 羅: Sangarius）は、アナトリア半島にある川。トルコで3番目に長い川であり、古代都市国家フリギアはサカリヤ川のほとりに作られた。
この川の水源はアフィヨン (Afyon) の北東にあるバヤット台地（Bayat Yaylası）である。ポラトル (Polatlı) の近くでポルスク川 (Porsuk Çayı) と合流し、アダパザル平地（Adapazarı Ovası）を経由して黒海に流れ込む。昔は東ローマ帝国のユスティニアヌス1世が建設したサンガリウス大橋 (en) がかけられていた。
中世には、サカリヤ川沿いの谷にはショユト (Söğüt) の民が住み、彼らが後にオスマン帝国を建てた。